# Tektarija
Tektarija (lat. Tectaria), rod papratnjča smješten u porodicu Tectariaceae, dio je reda osladolike. Pripada mu oko 260 (267) vrsta vazdazelenih trajnica, srednjih do velikih uspravnih do poluuspravnih paprati raširenih po tropskim krajevima Amerike, Afrike, Azije i Australije.
Jedan od narodnih naziva za njih su Halberd fern.

## Vrste
1. Tectaria acerifolia R.C.Moran
2. Tectaria acrocarpa (Ching) Christenh.
3. Tectaria acrophoroides S.Y.Dong & C.W.Chen
4. Tectaria adenophora Copel.
5. Tectaria aenigma C.W.Chen & C.J.Rothf.
6. Tectaria aequatoriensis C.Chr.
7. Tectaria amblyotis (Baker) C.Chr.
8. Tectaria amphiblestra R.M.Tryon & A.F.Tryon
9. Tectaria andersonii Holttum
10. Tectaria angelicifolia Copel.
11. Tectaria angulata (Willd.) Copel.
12. Tectaria antioquiana C.Chr.
13. Tectaria aspidioides Copel.
14. Tectaria athyrioides C.Chr.
15. Tectaria athyriosora M.G.Price
16. Tectaria atropurpurea A.R.Sm.
17. Tectaria aurita (Sw.) S.Chandra
18. Tectaria balansae C.Chr.
19. Tectaria bamleriana (Rosenst.) C.Chr.
20. Tectaria barberi (Hook.) Copel.
21. Tectaria barteri (J.Sm.) C.Chr.
22. Tectaria beccariana (Ces.) C.Chr.
23. Tectaria blumeana (Regel) C.V.Morton
24. Tectaria borneensis S.Y.Dong
25. Tectaria brachiata (Zoll. & Moritzi) C.V.Morton
26. Tectaria brevilobata Holttum
27. Tectaria brooksii Copel.
28. Tectaria calcarea (J.Sm.) Copel.
29. Tectaria caluffii Riv.-Giró
30. Tectaria camerooniana (Hook.) Alston
31. Tectaria ceramensis (Holttum) S.Y.Dong
32. Tectaria chattagrammica (C.B.Clarke) Ching
33. Tectaria cherasica Holttum
34. Tectaria chimborazensis C.Chr.
35. Tectaria chinensis (Ching & Chu H.Wang) Christenh.
36. Tectaria christovalensis (C.Chr.) Alston
37. Tectaria cicutaria (L.) Copel.
38. Tectaria coadunata (J.Sm.) C.Chr.
39. Tectaria colaniae (Tardieu & C.Chr.) S.Y.Dong
40. Tectaria confluens (F.Muell. ex Baker) Pic.Serm.
41. Tectaria corallorum Holttum; ined.?
42. Tectaria coriandrifolia Underw.
43. Tectaria craspedocarpa Copel.
44. Tectaria crenata Cav.
45. Tectaria croftii Holttum
46. Tectaria curtisii Holttum
47. Tectaria danangensis S.Y.Dong
48. Tectaria danfuensis Holttum
49. Tectaria darienensis A.Rojas
50. Tectaria decurrens (C.Presl) Copel.
51. Tectaria degeneri Copel.
52. Tectaria dissecta (G.Forst.) Lellinger
53. Tectaria dolichosora Copel.
54. Tectaria dressleri A.Rojas
55. Tectaria dubia (C.B.Clarke & Baker) Ching
56. Tectaria durvillei (Bory) Holttum
57. Tectaria ebenina (C.Chr.) Ching
58. Tectaria elata (Holttum) Li Bing Zhang & X.Zhang
59. Tectaria estremerana Proctor & A.M.Evans
60. Tectaria exauriculata Holttum
61. Tectaria faberiana A.Rojas
62. Tectaria fauriei Tagawa
63. Tectaria fernandensis (Baker) C.Chr.
64. Tectaria filisquamata Holttum
65. Tectaria fimbriata (Willd.) Proctor & Lourteig
66. Tectaria fissa (Kunze) Holttum
67. Tectaria fungii S.Y.Dong
68. Tectaria fuscipes (Wall. ex Bedd.) C.Chr.
69. Tectaria gaudichaudii (Mett.) Maxon
70. Tectaria gemmifera (Fée) Alston
71. Tectaria gigantea (Blume) Copel.
72. Tectaria glennyana S.Y.Dong & C.W.Chen
73. Tectaria godeffroyi (Luerss.) Copel.
74. Tectaria griffithii (Baker) C.Chr.
75. Tectaria grossedentata Ching & Chu H.Wang
76. Tectaria guachana Rusea
77. Tectaria gymnocarpa Copel.
78. Tectaria harlandii (Hook.) C.M.Kuo
79. Tectaria hederifolia (Baker) C.Chr.
80. Tectaria hennipmanii (Tagawa & K.Iwats.) S.Y.Dong
81. Tectaria heracleifolia Underw.
82. Tectaria herpetocaulos Holttum
83. Tectaria heterocarpa (Bedd.) C.V.Morton
84. Tectaria hilocarpa (Fée) M.G.Price
85. Tectaria hollrungii (Kuhn) Li Bing Zhang & X.Zhang
86. Tectaria holttumii C.Chr.
87. Tectaria hookeri Brownlie
88. Tectaria humbertiana Tardieu
89. Tectaria hymenodes (Mett.) J.W.Moore
90. Tectaria hymenophylla (Bedd.) Holttum
91. Tectaria impressa (Fée) Holttum
92. Tectaria incisa Cav.
93. Tectaria ingens (Atk. ex C.B.Clarke) Holttum
94. Tectaria inopinata Holttum
95. Tectaria isomorpha Holttum
96. Tectaria jacobsii Holttum
97. Tectaria jardini (Mett.) E.Brown
98. Tectaria jermyi S.Y.Dong
99. Tectaria jimenezii M.Kessler & A.R.Sm.
100. Tectaria johannis-winkleri (C.Chr.) C.Chr.
101. Tectaria kalimantanensis S.Y.Dong
102. Tectaria katoi (Holttum) C.W.Chen & C.J.Rothf.
103. Tectaria keckii (Luerss.) C.Chr.
104. Tectaria kehdingiana (Kuhn) M.G.Price
105. Tectaria kingii Copel.
106. Tectaria kouniensis Brownlie
107. Tectaria kusukusensis (Hayata) Lellinger
108. Tectaria labrusca (Hook.) Copel.
109. Tectaria lacei Holttum
110. Tectaria lacinifolia A.Rojas & D.Sanín
111. Tectaria laotica Tardieu & C.Chr.
112. Tectaria latifolia (Forst.) Copel.
113. Tectaria lawrenceana (Moore) C.Chr.
114. Tectaria laxa (Copel.) M.G.Price
115. Tectaria leptophylla (C.H.Wright) Ching
116. Tectaria lessonii (Bory) Holttum ex J.Florence; ined.
117. Tectaria lifuensis (Fourn.) C.Chr.
118. Tectaria lizarzaburui (Sodiro) C.Chr.
119. Tectaria lobbii (Hook.) Copel.
120. Tectaria lobulata (Blume) K.Iwats. & M.Kato
121. Tectaria lombokensis Holttum
122. Tectaria longipinnata A.Rojas
123. Tectaria luchunensis S.K.Wu
124. Tectaria macleanii (Copel.) S.Y.Dong
125. Tectaria macrosora (Baker) C.Chr.
126. Tectaria macrota Holttum
127. Tectaria madagascarica Tardieu
128. Tectaria magnifica (Bonap.) C.Chr.
129. Tectaria manilensis (C.Presl) Holttum
130. Tectaria manilensis (C.Presl) Holttum
131. Tectaria media Ching
132. Tectaria melanocauloides M.Kato
133. Tectaria melanocaulos (Blume) Copel.
134. Tectaria melanorachis (Baker) Copel.
135. Tectaria membranacea (Hook.) Fraser-Jenk. & Kholia
136. Tectaria mesodon (Copel.) M.G.Price
137. Tectaria mexicana (Fée) C.V.Morton
138. Tectaria microchlamys Holttum
139. Tectaria microlepis Holttum
140. Tectaria microsora A.R.Sm.
141. Tectaria mindanaensis (Holttum) C.W.Chen & C.J.Rothf.
142. Tectaria minuta Copel.
143. Tectaria moorei (Hook.) C.Chr.
144. Tectaria moranii Li Bing Zhang & G.D.Tang
145. Tectaria morlae C.Chr.
146. Tectaria moussetii Holttum
147. Tectaria multicaudata (C.B.Clarke) Ching
148. Tectaria murilloana A.Rojas
149. Tectaria murrayi C.Chr.
150. Tectaria nabirensis Holttum
151. Tectaria nausoriensis Brownlie
152. Tectaria nayarii Mazumdar
153. Tectaria nebulosa (Baker) C.Chr.
154. Tectaria nicaraguensis C.Chr.
155. Tectaria nitens Copel.
156. Tectaria novoguineensis (Rosenst.) C.Chr.
157. Tectaria orbicularis Jermy & T.G.Walker
158. Tectaria organensis C.Chr.
159. Tectaria pallescens S.Y.Dong & C.W.Chen
160. Tectaria palmata (Mett.) Copel.
161. Tectaria panamensis (Hook.) R.M.Tryon & A.F.Tryon
162. Tectaria pandurifolia (C.Chr.) C.Chr.
163. Tectaria paradoxa (Fée) Sledge
164. Tectaria pardalina A.Rojas
165. Tectaria pascoensis A.Rojas
166. Tectaria pedata (Desv.) R.M.Tryon & A.F.Tryon
167. Tectaria pentagonalis (Bonap.) L.K.Phan ex S.Y.Dong
168. Tectaria perdimorpha Holttum
169. Tectaria phaeocaulis (Rosenst.) C.Chr.
170. Tectaria phanomensis S.Linds.
171. Tectaria pica (L.f.) C.Chr.
172. Tectaria pilosa (Fée) R.C.Moran
173. Tectaria pinnata (C.Chr.) R.M.Tryon & A.F.Tryon
174. Tectaria pleiosora (Alderw.) C.Chr.
175. Tectaria pleiotoma (Baker) C.Chr.
176. Tectaria pluriseriata (Holttum) S.Y.Dong
177. Tectaria poeppigii (C.Presl) C.Chr.
178. Tectaria poilanei Tardieu
179. Tectaria polymorpha (Wall. ex Hook.) Copel.
180. Tectaria profereoides (Christ) S.Y.Dong
181. Tectaria prolifera (Hook.) R.M.Tryon & A.F.Tryon
182. Tectaria pseudosiifolia Fraser-Jenk. & Wangdi
183. Tectaria pseudosinuata Brownlie
184. Tectaria psomiocarpa S.Y.Dong
185. Tectaria pubens R.C.Moran
186. Tectaria puberula (Desv.) C.Chr.
187. Tectaria pubescens Copel.
188. Tectaria pulchra (Copel.) C.W.Chen & C.J.Rothf.
189. Tectaria quinquefida (Baker) Ching
190. Tectaria quitensis C.Chr.
191. Tectaria ramosii (Copel.) Holttum
192. Tectaria rara (Alderw.) C.Chr.
193. Tectaria remotipinna Ching & Chu H.Wang
194. Tectaria repanda (Willd.) Holttum
195. Tectaria rheophytica Holttum
196. Tectaria rigida Holttum
197. Tectaria rivalis (Mett.) Maxon
198. Tectaria rockii C.Chr.
199. Tectaria rufescens Holttum
200. Tectaria rufovillosa C.Chr.
201. Tectaria sabahensis C.W.Chen & C.J.Rothf.
202. Tectaria sagenioides (Mett.) Christenh.
203. Tectaria samariana S.Y.Dong
204. Tectaria schmutzii Holttum
205. Tectaria schultzei (Brause) C.Chr.
206. Tectaria seemannii (Fourn.) Copel.
207. Tectaria semibipinnata (Wall. ex Hook.) Copel.
208. Tectaria semipinnata (Roxb.) C.V.Morton
209. Tectaria seramensis M.Kato
210. Tectaria setulosa (Baker) Holttum
211. Tectaria shahidaniana Rusea
212. Tectaria siifolia (Willd.) Copel.
213. Tectaria simonsii (Baker) Ching
214. Tectaria singaporiana (Wall. ex Hook. & Grev.) Copel.
215. Tectaria sinuata (Labill.) C.Chr.
216. Tectaria solomonensis Holttum; ined.?
217. Tectaria squamipes Holttum
218. Tectaria squamosa Riv.-Giró & C.Sánchez
219. Tectaria stalactica M.G.Price
220. Tectaria stearnsii Maxon
221. Tectaria stenosemioides (Alderw.) C.Chr.
222. Tectaria subcaudata Alderw.
223. Tectaria subconfluens (Bedd.) Ching
224. Tectaria subcordata Holttum
225. Tectaria subdigitata (Baker) Copel.
226. Tectaria subdimorpha A.Rojas
227. Tectaria subebenea C.Chr.
228. Tectaria subfuscipes (Tagawa) C.M.Kuo
229. Tectaria subglabrata (Holttum) S.Y.Dong
230. Tectaria subrepanda C.Chr.
231. Tectaria subsageniacea (Christ) Christenh.
232. Tectaria subtriloba Holttum
233. Tectaria subtriphylla (Hook. & Arn.) Copel.
234. Tectaria sulitii Copel.
235. Tectaria suluensis Holttum
236. Tectaria sumatrana C.Chr.
237. Tectaria tabonensis M.G.Price
238. Tectaria taccifolia (Fée) M.G.Price
239. Tectaria teijsmanniana (Baker) S.Y.Dong
240. Tectaria tenerifrons (Hook.) Ching
241. Tectaria tenuifolia (Mett.) Maxon
242. Tectaria teratocarpa (Alderw.) C.Chr.
243. Tectaria thwaitesii (Bedd.) Ching
244. Tectaria torrisiana Shaffer-Fehre
245. Tectaria transiens (C.V.Morton) A.R.Sm.
246. Tectaria translucens Holttum
247. Tectaria trichodes (C.V.Morton) A.R.Sm.
248. Tectaria trichotoma (Fée) Tagawa
249. Tectaria tricuspis (Bedd.) Copel.
250. Tectaria trifida (Fée) M.G.Price
251. Tectaria trifoliata (L.) Cav.
252. Tectaria triglossa Tardieu & C.Chr.
253. Tectaria triloba C.Chr.
254. Tectaria trimenii (Bedd.) C.Chr.
255. Tectaria trinitensis Maxon
256. Tectaria tripartita (Baker) Copel.
257. Tectaria vanikoroensis S.Y.Dong & C.W.Chen
258. Tectaria vasta (Blume) Copel.
259. Tectaria vieillardii (E.Fourn.) C.Chr.
260. Tectaria villosa Holttum
261. Tectaria vitiensis Brownlie
262. Tectaria waterlotii (Tardieu) J.P.Roux
263. Tectaria weberi Copel.
264. Tectaria wenzelii (Copel.) S.Y.Dong
265. Tectaria wightii (C.B.Clarke) Ching
266. Tectaria wigmanii (Racib.) S.Y.Dong
267. Tectaria zeilanica (Houtt.) Sledge
268. Tectaria zippelii S.Y.Dong
269. Tectaria zollingeri (Kurz) Holttum
270. Tectaria ×amesiana A.A.Eaton
271. Tectaria ×bulbifera Jermy & T.G.Walker
272. Tectaria ×chaconiana A.Rojas
273. Tectaria ×cynthiae L.D.Gómez
274. Tectaria ×epilithica A.Rojas
275. Tectaria ×hongkongensis S.Y.Dong
276. Tectaria ×michleriana (D.C.Eaton) Lellinger
277. Tectaria ×pteropus-minor (Bedd.) Fraser-Jenk.

## Sinonimi
- Aenigmopteris Holttum
- Amphiblestra C.Presl
- Aspidium Sw.
- Bathmium (Presl) Link
- Camptodium Fée
- Cardiochlaena Fée
- Chlamydogramme Holttum
- Cionidium T.Moore
- Dictyoxiphium Hook.
- Dryomenis Fée
- Fadyenia Hook.
- Grammatosorus Regel
- Hemigramma Christ
- Heterogonium C.Presl
- Lenda Koidz.
- Luerssenia Kuhn
- Microbrochis C.Presl
- Phlebiogonium Fée
- Podopeltis Fée
- Polydictyum C.Presl
- Psomiocarpa C.Presl
- Quercifilix Copel.
- Sagenia C.Presl
- Stenosemia C.Presl
- Tectaridium Copel.
- Trichiocarpa (Hook.) J.Sm.

## Vanjske poveznice
|  | Zajednički poslužitelj ima još gradiva o temi Tectaria |
|  | Wikivrste imaju podatke o taksonu Tectaria             |